# Raid di Grand Pré
Il raid di Grand Pré fu la principale azione di razzia condotta nel New England dal colonnello della milizia Benjamin Church contro i francesi in Acadia nel giugno del 1704, nell'ambito della Guerra della regina Anna. La spedizione fu una vendetta per il raid franco-indiano contro il villaggio di Deerfield nella frontiera del Massachusetts all'inizio di quello stesso anno.
Partita da Boston il 25 maggio 1704 con 500 miliziani ed alcuni alleati indiani, la spedizione raggiunse Minas Basin il 24 giugno, dopo aver razziato alcuni insediamenti sulla Baia di Penobscot e sulla Baia di Passamaquoddy. Anche se perse l'effetto a sorpresa presso la Baia di Fundy, Church prese ben presto il controllo di Grand-Pré, e passò tre giorni a distruggere il villaggio nel tentativo di appianare i terrapieni che proteggevano le terre coltivate che quindi vennero ricoperte con acqua salata, ma i locali acadiani riuscirono ben presto a riparare le dighe e le terre tornarono ad essere produttive. Church continuò la sua spedizione di razzia, dirigendosi verso Beaubassin e altre comunità prima di tornare finalmente a Boston alla fine di luglio.

## Contesto
Quando la guerra di successione spagnola (detta anche guerra della regina Anna) giunse ad includere anche l'Inghilterra nel 1702, il conflitto si aprì anche tra Inghilterra e Francia nel Nord America. Joseph Dudley, governatore inglese della Provincia della Massachusetts Bay (che includeva anche l'attuale Maine), cercò nel giugno de 1703 di assicurarsi la neutralità degli indiani abenaki che occupavano la frontiera tra Massachusetts e Nuova Francia. Non riuscì in questo intento, dal momento che il governatore della Nuova Francia, Philippe de Rigaud de Vaudreuil, sapendo di essere in minoranza rispetto agli inglesi, aveva già provveduto a fare ottime offerte ai nativi.  A seguito della campagna militare contro la frontiera inglese intrapresa dalla confederazione abenaki nell'estate del 1703, i coloni inglesi si erano imbarcati in una serie di raid contro i villaggi abenaki. Questo fece sì che gli stessi abenaki partecipassero al raid su Deerfield, Massachusetts, sotto la leadership francese, nel febbraio 1704. La forza di questo raid (più di 50 abitanti vennero uccisi e più di 100 furono i prigionieri) chiese la rivincita, ed il veterano combattente degli indiani Benjamin Church offrì i suoi servigi per una spedizione contro la colonia francese dell'Acadia (attuale Nuova Scozia, Nuovo Brunswick e Maine orientale).
L'Acadia era in quel tempo dominata da una serie di insediamenti lungo la Baia di Fundy e nelle baie adiacenti. L'insediamento principale nonché la capitale era Port Royal, era l'unica comunità pesantemente fortificata, difesa da un forte a stella con una modesta guarnigione. La terra presso la baia, dal bacino di Minas a quello di Cumberland, era uno dei principali centri di produzione di cibo per la colonia, e Grand Pré era una delle più fiorenti comunità del bacino di Minas con una popolazione di 500 abitanti censiti nel 1701. I coloni francesi dell'area avevano portato con loro le conoscenze di costruzione di dighe e canali per asciugare alcune paludi e rendere coltivabile al meglio la terra e per proteggere queste terre dalle pericolose mareggiate (anche 6 metri d'acqua in alcuni periodi) per cui ancora oggi la Bay of Fundy è nota. La comunità di Beaubassin era la città più grande situata sull'Istmo di Chignecto e sul Bacino di Cumberland.

## L'inizio della spedizione

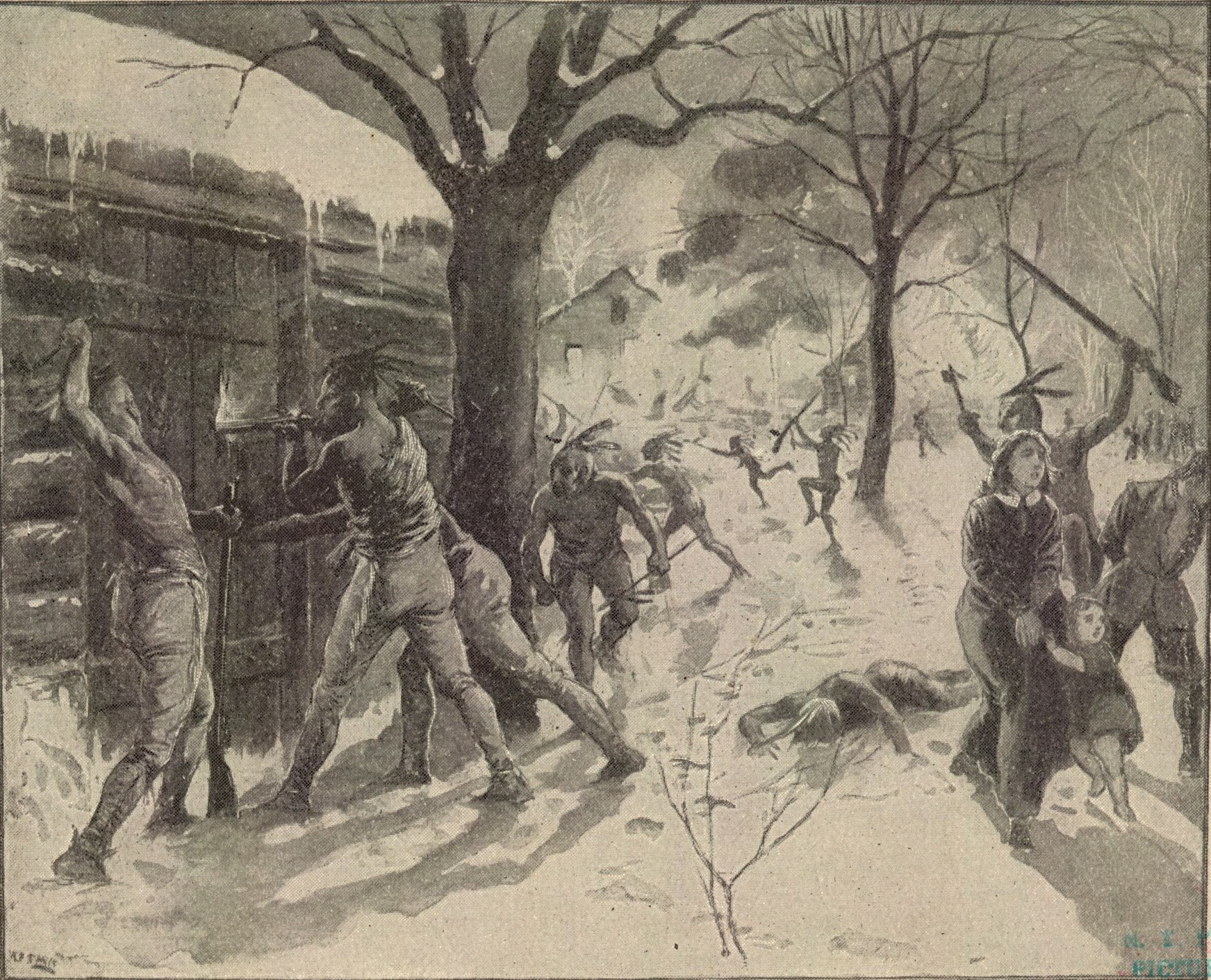
Grand Pré venne razziata come vendetta per il raid di Deerfield, qui raffigurato

Church aveva precedentemente guidato delle spedizioni contro l'Acadia durante la Guerra di re Guglielmo, ed il governatore Dudley lo aveva nominato colonnello, dandogli l'ordine specifico di prendere dei prigionieri acadiani che potessero essere scambiati con prigionieri inglesi catturati durante il raid di Deerfield. La spedizione doveva essere anche una punizione: "Si usino tutti i mezzi possibili per bruciare e distruggere le case dei nemici e razziare i loro campi coltivati, e spogliare più che si possa". Dudley, ad ogni modo, vietò specificatamente a Church di attaccare Port Royal, la capitale acadiana, adducendo la scusa di dover attendere il permesso da Londra per fare quel passo, ma in realtà a causa delle pesanti fortificazioni della capitale che costringevano gli inglesi a starne alla larga, almeno per il momento.
Le forze di Church consistevano in 500 volontari delle aree costiere del Massachusetts, inclusi molti indiani. Egli lasciò Boston il 15/26 maggio con 14 trasporti e 3 navi da guerra. Le navi da guerra includevano i vascelli della Royal Navy HMS Adventure, HMS Jersey (42 cannoni) e HMS Gosport (32), accompagnati dalla Province Galley di Cyprian Southack. (Church prese un prigioniero a Maliseet, John Gyles, e se ne servì come traduttore.)
La spedizione salpò da Mount Desert Island, presso l'entrata della Baia di Penobscot. Church inviò una forza a razziare Pentagoet (attuale Castine, Maine), dove il francese barone Saint-Castin capeggiava un centro commerciale fortificato. Saint-Castin era al momento assente, ma Church fece prigioniera sua figlia e i di lei figli. Egli seppe inoltre di un nuovo insediamento francese che era in costruzione nella Baia di Passamaquoddy, pertanto la spedizione salpò alla volta di quella destinazione. Church inviò una piccola forza presso l'attuale St. Stephen, Nuovo Brunswick, dove distrussero una casa e razziarono il vicino accampamento di Maliseet, uccidendo un indiano. Church a quel punto separò le sue navi da guerra, inviandole a bloccare il Digby Gut sperando di catturare delle navi rifornimento francesi, mentre il grosso della spedizione salpò per Grand Pré. Le tre navi capitane domandarono la resa il 24 giugno alla guarnigione di Port Royal, fronteggiando un assalto frontale di 1700 tra inglesi e "selvaggi". Il governatore Jacques-François de Monbeton de Brouillan, malgrado le difese in pessime condizioni e la guarnigione di soli 150 uomini, vide il bluff e rifiutò l'offerta. Lo storico George Rawlyk speculò sul fatto che il governatore Dudley avesse chiesto intenzionalmente tale bluff senza il diretto coinvolgimento di Church.

## Grand Pré

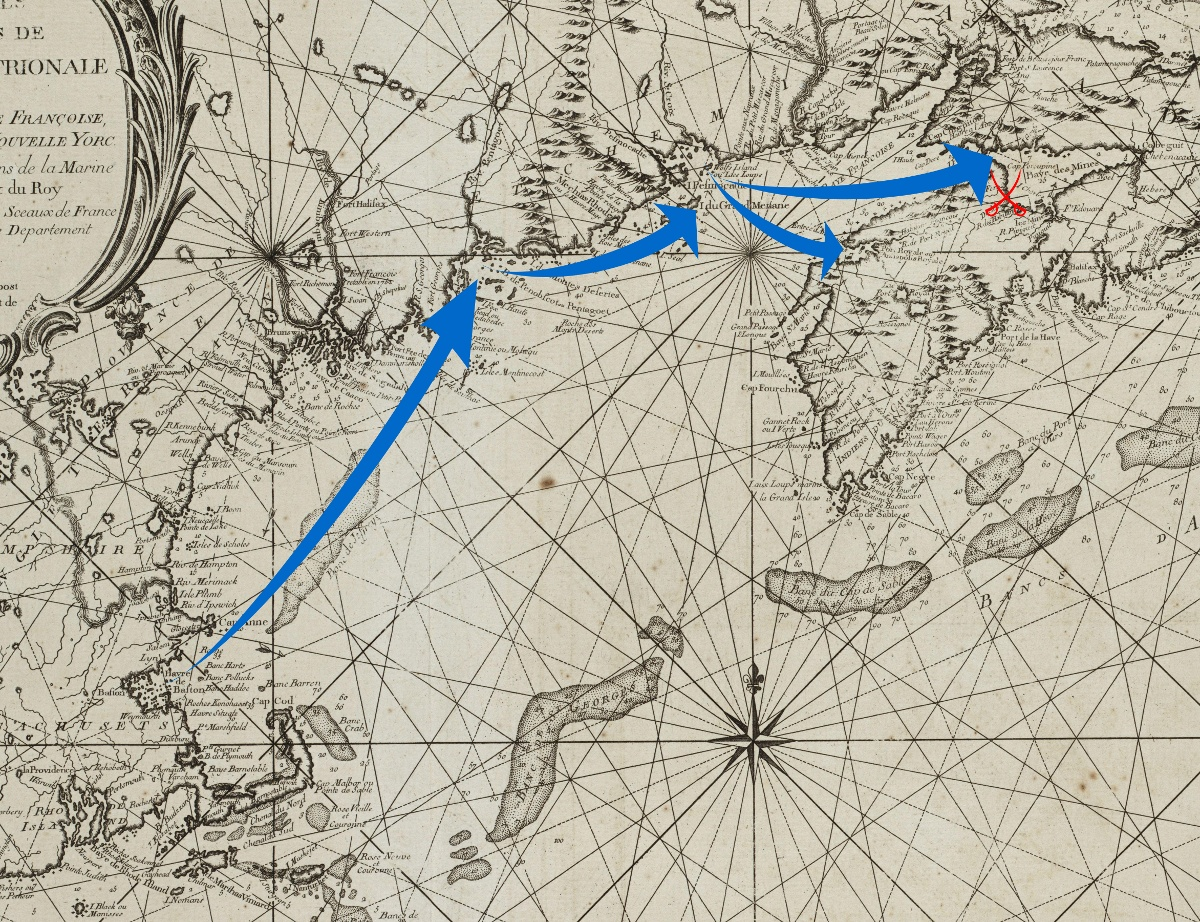
Dettaglio di una mappa del XVIII secolo che mostra i movimenti della spedizione inglese dal suo arrivo a Grand Pré e Port Royal

Il principale resoconto dettagliato di questi eventi venne fornito direttamente dal colonnello Church nelle sue memore, pubblicate per la prima volta nel 1716. Gli ufficiali militari francesi successivamente pubblicarono i dati dei danni relativi a quando fatto dai razziatori.

### Giorno 1: Arrivo
Il 24 June 1704, Church giunse a Grand Pré a bordo della fregata Adventure. Sperando di ottenere vantaggio con l'elemento sorpresa, Church si avvicinò segretamente al villaggio dalla foresta di Boot Island. I suoi uomini sbarcarono e iniziarono a portarsi verso il villaggio. Church inviò il tenente Giles a capo della spedizione con una bandiera bianca e una richiesta di resa da inoltrare al villaggio.
(Proclamazione di Benjamin Church)
Church stipulò una resa con gli acadiani e mi'kmaq quando ancora il grosso delle sue forze non erano sul posto, in quanto ritardate dall'attraversamento di quelle aree: "Ci trovammo ad affrontare diversi torrenti profondi anche 6-9 metri, limacciosi e difficili da attraversare e pertanto l'armata non poté affrontarli a piedi, dovendo ricorrere ancora alle barche."
Le forze di Church persero così l'elemento sorpresa e gli acadiani colsero l'occasione per evacuare Grand Pré in segreto con il bestiame ed il "meglio dei loro beni". Le forze di Church attesero e si trovarono esposti al fuoco della milizia locale che si era nascosta nei boschi presso le rive. Secondo Church, gli acadiani ed i mi'kmaq "spararono intelligentemente alle nostre forze". Church disponeva di un piccolo cannone sulla sua barca che usò per sparare dei colpi a grappoli sugli attaccanti, i quali quindi si ritirarono, dopo che un mi'kmaq rimase ucciso e molti altri vennero feriti. Le forze di Church attesero in quel punto per il resto della notte.

### Giorno 2: Cacciata degli abitanti

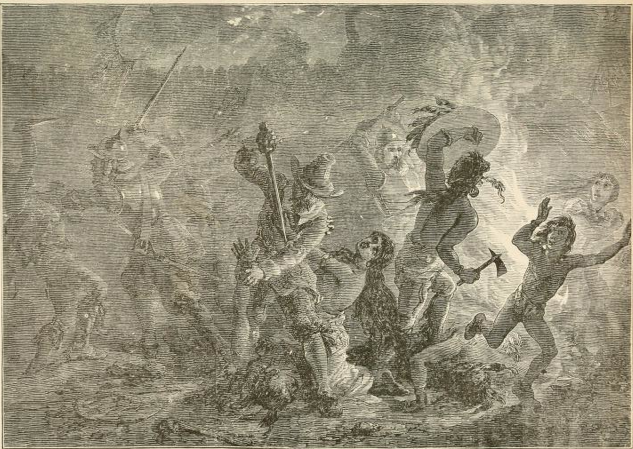
Raid di Grand Pre (1704)

Ritiratisi dal villaggio, la mattina successiva gli acadiani ed i mi'kmaq attesero nei boschi l'arrivo di Church e dei suoi uomini. All'alba, gli inglesi si portarono al villaggio agli ordini di Church ma trovarono poca resistenza. Il grosso dei difensori sparò sul fianco destro dei razziatori da dietro gli alberi e dalle capanne, ma il loro fuoco non ebbe l'effetto sperato e vennero sconfitti. I razziatori quindi entrarono nel villaggio ed iniziarono i saccheggi. Alcuni uomini irruppero in un negozio di liquori e qui iniziarono a bere, ma il colonnello Church mise ben presto fine a tale deplorevole attività. Trascorsero il resto della giornata distruggendo il villaggio.   Secondo uno dei dispacci di Church, distrussero in tutto 60 case, 6 mulini, diverse baracche e circa 70 capi di bestiame.
Ad un certo punto alcuni uomini notarono che alcuni acadiani si stavano allontanando con dei capi di bestiame. Church incaricò il tenente Barker ed altri di dar loro la caccia, avvertendoli comunque di avanzare con cautela. Ad ogni modo, Barker nell'impeto si fece scoprire e venne ucciso con altri uomini prima che questi facessero ritorno definitivamente al villaggio.
Quella sera stessa i razziatori costruirono una fortificazione in legno mentre misero a ferro e fuoco la chiesa ed il resto del villaggio. Church riportò che "l'intero villaggio sembra che sia andato a fuoco tutto insieme." Tutte le case ad eccezione di una soltanto vennero bruciate.

### Giorno 3: Distruzione delle coltivazioni

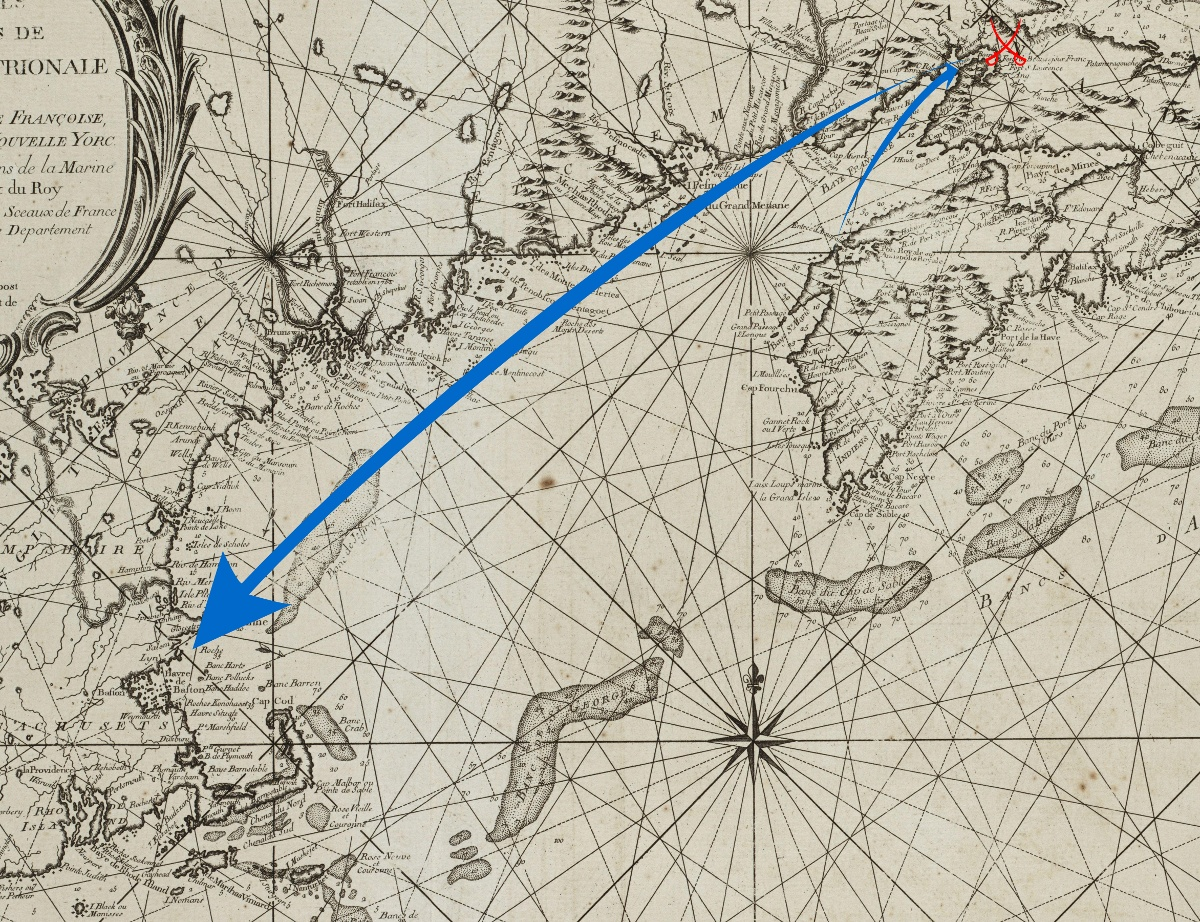
Dettaglio di una mappa del XVIII secolo che illustra i movimenti della spedizione inglese dopo il raid

La mattina del terzo giorno, Church diede ordine di distruggere tutti i fossi, le dighe e quindi tutte le coltivazioni dell'area. Vennero rotte sette dighe, distruggendo così gran parte del raccolto e oltre 200 sacchi di grano che erano conservati nei depositi.
Per dare l'impressione di starsene andando, Church ordinò ai suoi soldati di bruciare le fortificazioni erette il giorno prima. Col favore della notte, alcuni acadiani fecero ritorno al villaggio ed immediatamente si rimisero a ricostruire le dighe rotte, ma Church che aveva previsto questa mossa, inviò nuovamente i suoi uomini nel villaggio e fece nuove uccisioni.

## La fine della spedizione
Il giorno successivo Church lasciò Grand Pré e si recò a razziare Pisiguit (attuale Windsor e Falmouth, Nuova Scozia, non lontano da Grand Pré), dove fece 45 prigionieri. Egli salpò dunque alla volta di Port Royal per riunirsi al resto della flotta che ne bloccava il porto. Secondo dei rapporti francesi, il blocco aveva sbarcato alcuni uomini nelle vicinanze di Port Royal, bruciando alcune case isolate e facendo alcuni prigionieri. Il governatore Brouillan organizzò le difese che impedirono ulteriori sbarchi.

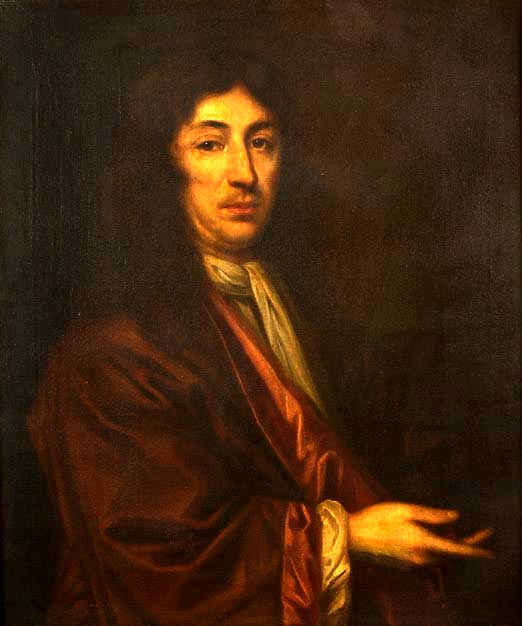
Il governatore del Massachusetts, Joseph Dudley

Dopo aver riunito le navi da guerra, Church tenne un consiglio di guerra per discutere se lanciare o meno un attacco su vasta scala contro Port Royal. Il consiglio decise che le forze erano "inferiori in forza rispetto al nemico", e che avrebbero dovuto "lasciare Port Royal e condurre altri affari". La spedizione quindi salpò dalla Bay of Fundy verso Chignecto, dove venne razziato il villaggio di Beaubassin. I suoi abitanti erano stati allertati delle attività degli inglesi, e sotto la guida di padre Claude Trouve avevano spostato i loro beni per quanto possibile verso il villaggio di Chedabucto (Guysborough, Nuova Scozia). Church, dopo alcune schermaglie con gli abitanti nascosti tra i boschi, bruciò le case del villaggio e uccise 100 capi di bestiame prima di salpare alla volta di boston. Church riportò che 6 uomini rimasero uccisi nel corso della spedizione.

## Conseguenze
I prigionieri fatti da Church vennero portati a Boston, dove ottennero una libertà vigilata nella città, venendo perlopiù relegati a Castle William. Vennero scambiati nel 1705 e nel 1706 per altri prigionieri catturati durante il raid di Deerfield, anche se i negoziati vennero complicati dall'iniziale rifiuto di Dudley di rilasciare il noto corsaro Pierre Maisonnat detto Baptiste, che venne alla fine rilasciato, assieme a Noel Doiron e ad altri prigionieri, per il ministro di Deerfield, John Williams.
Gli effetti diretti del raid ebbero breve vita in quanto i campi distrutti vennero ricostruiti in breve tempo malgrado una certa carestia dovuta al periodo invernale ed alla mancanza delle provviste andate distrutte in loco. Grand Pré venne ricostruita, le dighe riparate, e il raccolto del 1706 fu favoloso. La memoria del raid ad ogni modo permaneva nella mente della popolazione al punto che negli anni '40 del Settecento, quando l'Acadia divenne parte della Nuova Scozia inglese, gli abitanti del villaggio apparivano molto preoccupati di un possibile ritorno dei razziatori inglesi e furono molto cauti nei loro negoziati con le autorità britanniche.
La decisione di Dudley di negare il permesso a Church di attaccare Port Royal aveva delle ramificazioni politiche: i suoi oppositori nel Massachusetts lo accusarono di proteggere Port Royal in quanto egli stesso beneficiava di un traffico di beni illecito con l'Acadia. Queste accuse proseguirono per anni e Dudley stesso alla fine decise di affrontare il problema assediando senza successo Port Royal nel 1707.